# Rudolf Brdička
Rudolf Brdička (Smíchov, 25 de fevereiro de 1906 – Mariánské Lázně, 25 de junho de 1970) foi um químico da República Checa, sendo o aluno mais famoso de Jaroslav Heyrovský.